# Claus Stolz

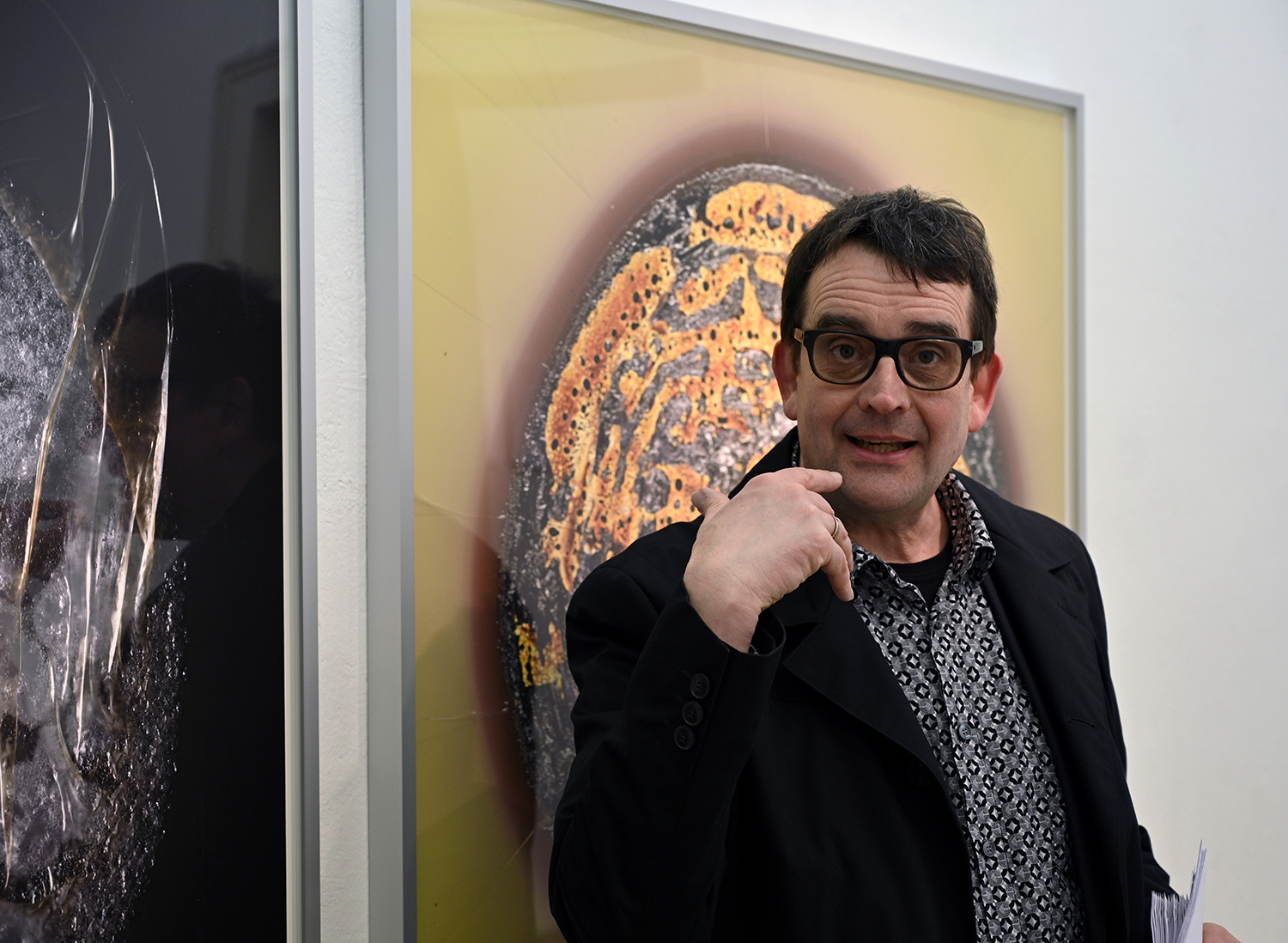
Claus Stolz

Claus Stolz (* 16. März 1963 in Mannheim) ist ein deutscher Fotokünstler. Er betreibt eine radikale Form der analogen Fotografie.

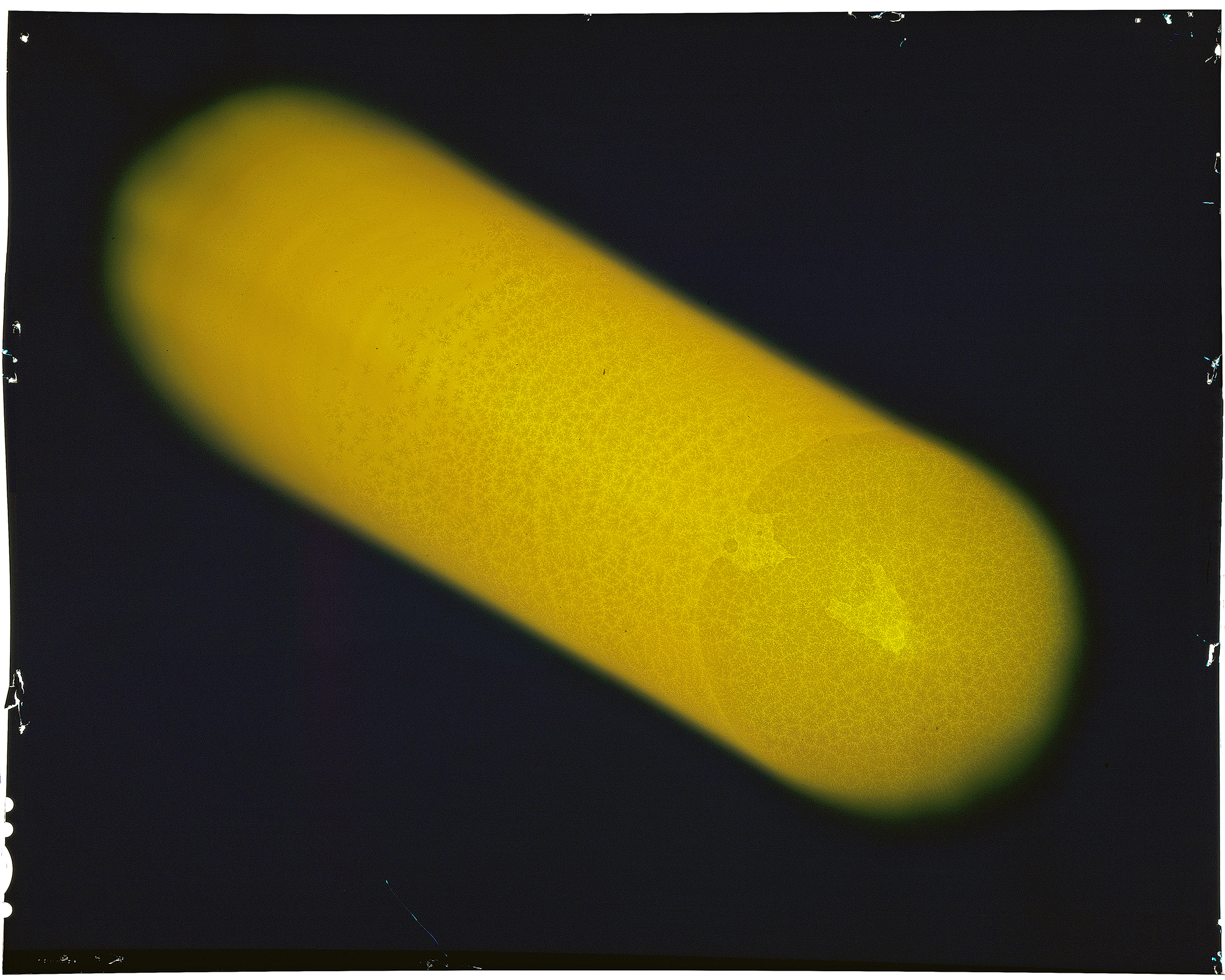
Heliografie von Claus Stolz, Sonne #252, 8×10″ Originalfilm, 2016

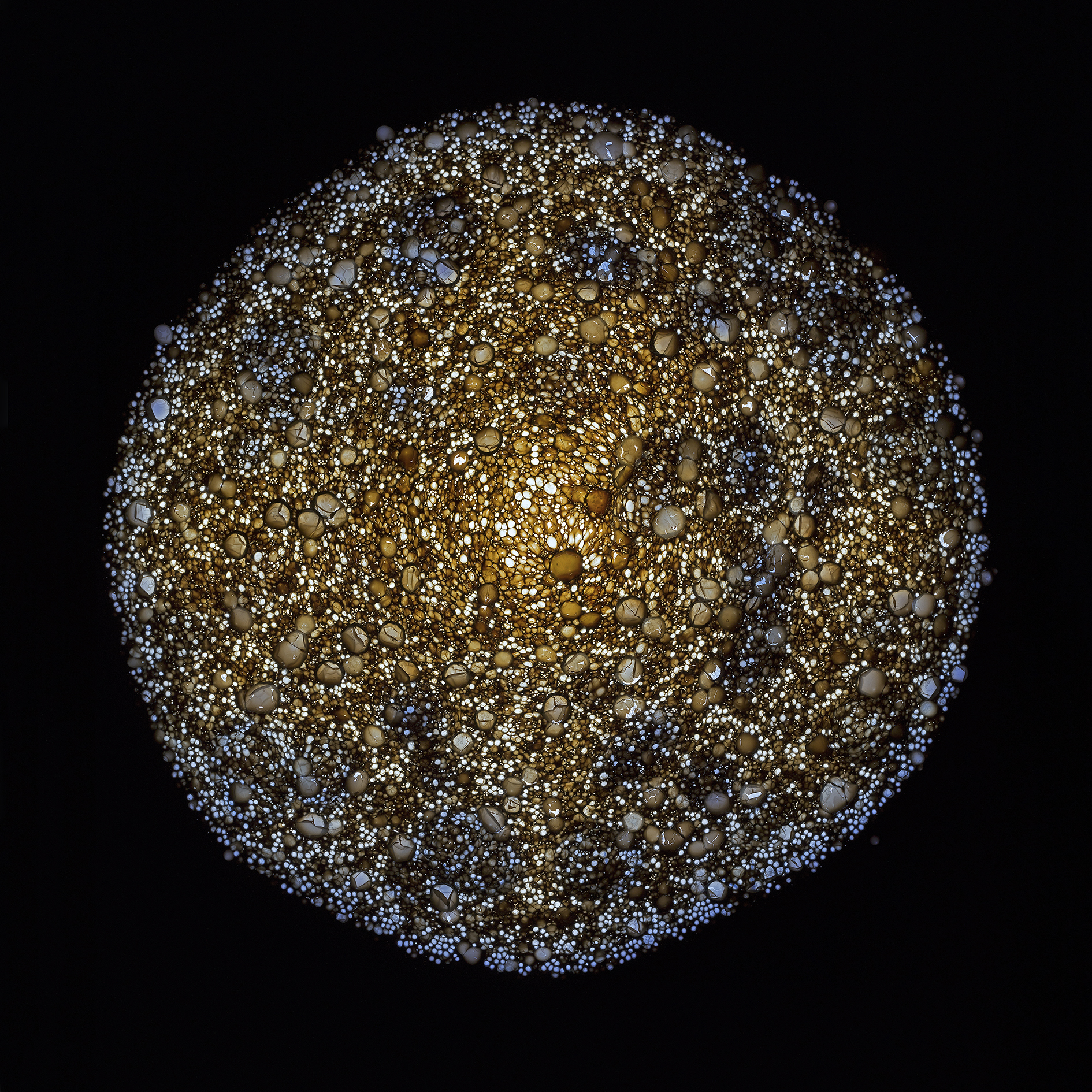
Heliografie von Claus Stolz, Sonne #220C, 2015

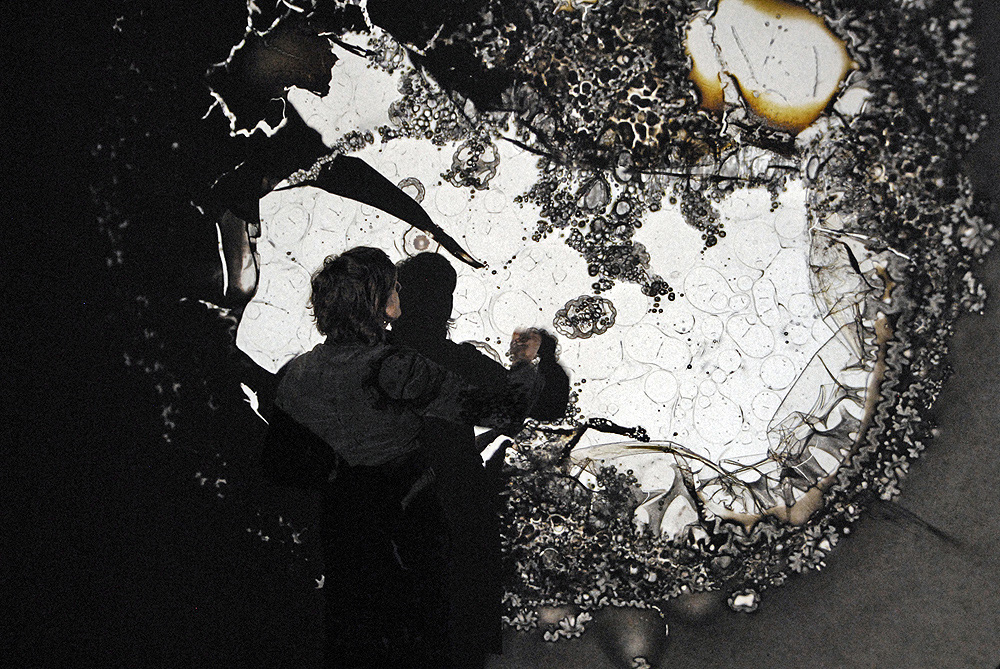
Sonne 180A; Ausschnitt Diaprojektion, 2010

## Leben und Werk
Claus Stolz hat an der Freien Kunstakademie Mannheim studiert. Seit Mitte der 1990er Jahre entwickelt Stolz spezielle fotokünstlerische Verfahren.
Für seine Heliografien richtet Stolz fest montierte Aufnahmegeräte direkt in die Sonne aus und beschädigt das Filmmaterial, bewusst jedoch wohldosiert, durch extreme Überbelichtung von einigen Sekunden bis zu mehreren Stunden. Die zerstörerische Kraft der Strahlungsenergie lässt die Filmschichten an den Brennflächen Blasen werfen, platzen, schmelzen und kristallisieren. Dabei entstehen kleinere Kosmen von unterschiedlicher Farbigkeit, mit feinen Binnenzeichnungen. Groteske Monsterköpfe, bizarre Fratzen, surreale Zellgebilde erscheinen, doch rein gar nichts wird abgebildet. Vergleichbar mit den geschlitzten oder perforierten Leinwänden von Lucio Fontana in den 1960er Jahren wird der Bildträger durch die fokussierte Wärmeeinwirkung zum Bildobjekt, zur Kleinplastik. Zeit und Energie werden unmittelbar sicht- und erfahrbar.
Die Ergebnisse hängen von den jeweils verwendeten Filmtypen, von Aufnahme- und Verarbeitungsmodalitäten ab. Die Aufnahmen werden mit Sammellinsen von bis zu einem Meter Durchmesser auf Roll- und Planfilme belichtet und anschließend je nach Eignung und Format direkt in Leucht- oder Acrylglaskästen fixiert oder auf Fotopapier vergrößert. Diafilme wiederum projiziert Claus Stolz bis auf die Größe einer Hallenwand.

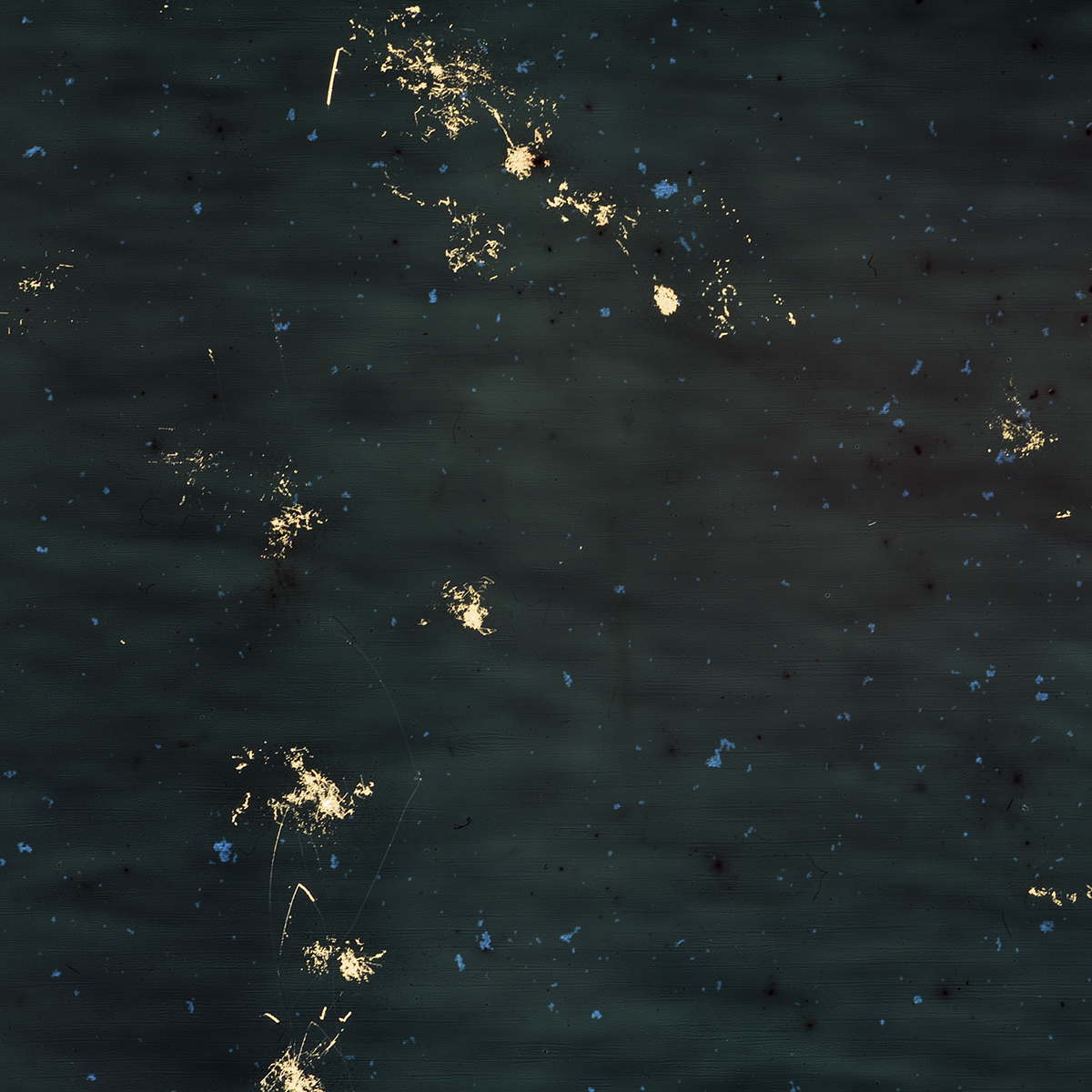
Lichtbild #66, Claus Stolz, Fotografische Platte, 2019

Die Arbeiten aus Stolz’ Werkgruppe Lichtbilder sind fotografisch reproduzierte Photoplatten aus Glas, bei denen der Auftrag der rückseitigen Lichthofschutzschicht oft eine besondere malerische Anmutung aufweist – welche so in der Regel nie zu sehen ist, (korrekt) verarbeitet wird diese wasserlösliche Schicht ausgewaschen. Durch das direkte Entnehmen aus der Packung werden die Platten von Claus Stolz kameralos belichtet bzw. dem Licht ausgesetzt, werden somit für ihren eigentlichen Zweck unbrauchbar – dafür aber in ihrer Materialität erst sichtbar. Die von Stolz gesammelten und verwendeten Platten sind bis zu 100 Jahre alt, somit über einen sehr langen Zeitraum gelagert bzw. konserviert, so dass an machen Stellen trotz offensichtlich unbeschädigter Verpackung ein wenig Licht oder auch Staub eingedrungen zu sein scheint. Auch sind die (frisch den Packungen entnommenen) Platten nicht frei von Kratzern und ähnlichen Beschädigungen. Es ist eine material-historische, archäologisch-ästhetische Spurensuche.

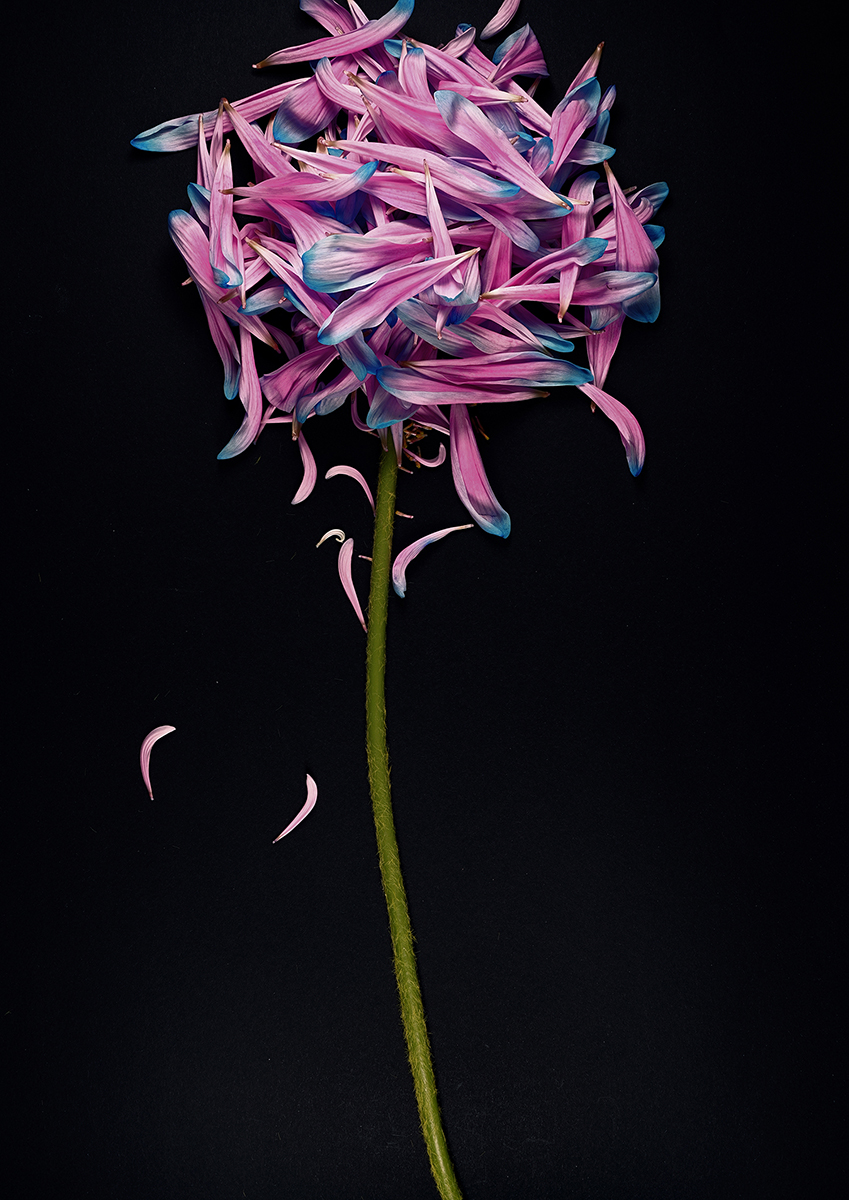
Kammerspiel #20 von Claus Stolz, Pigment Print, 2020

Im Zeitalter der digitalen Fotografie nehmen diese Werke von Claus Stolz eine einzigartige Position in der Fotografiegeschichte ein.
Im Kammerspiel kombiniert Stolz in vielfältigen Settings gewachsene mit produzierten Materialien, echte mit unechten Pflanzen(teilen), arrangiert Silikon und Chlorophyll, Vergängliches und Überdauerndes, hortikulturelles und industrielles Material. Darüber hinaus verdichtet Stolz manche Motive zusätzlich durch spezielle Überblendungen zu überbordenden Tableaus aus fluide verschmelzenden Blüten- und Blattfragmenten, Tischtennisbällen, farbigen Papierfetzen… Und konterkariert durch schwarzweiße, oft spontan aufgenommene, einfache Objekte: ein vielfach verbogener Draht, ein halb aufgefaltetes Papierschiffchen, ein schief angeschnittener Styroporschädel, eine aus Ton nachgebildete Handyform. Die Grenzen zwischen Natur und Kultur verschwimmen. Stolz’ hybride Arrangements werfen die Frage auf, ob die Begriffe „echt“ oder „unecht“ im Zeitalter des Anthropozäns  noch eine Rolle spielen.
In seiner jüngsten Werkserie, Imagine, erzeugt Stolz mithilfe eines Text-zu-Bild-Generators Pflanzenbilder mit der Anmutung edler, schwarzweißer Vintage-Prints. Die Schönheit und Exotik eines botanischen Gartens in scheinbar paradoxer Synthese mit der Irritation des Artifiziellen, des generierten Bildes. Während Stolz’ Heliografien keinerlei Referenten in der Wirklichkeit haben, so basieren die Bilder der Imagine-Serie auf geradezu unendlich vielen aus dem Datenpool des Trainingsmaterials – alle, die jemals ein Bild veröffentlicht haben, werden somit wahrscheinlich ein wenig zu Mitautoren.
Stolz lebt und arbeitet in Mannheim und ist Mitglied der Deutschen Gesellschaft für Photographie (DGPh) und der Deutschen Fotografischen Akademie (DFA).

## Einzelausstellungen (Auswahl)
- 2024: Zweifelhafter Natur – Fotografie und Bilder die so aussehen, Haus am Werderplatz, Heidelberg
- 2024: Sie haben das Recht zu schweigen, Galerie im Tulla, Mannheim
- 2021: LICHTECHT, Edgar Lissel und Claus Stolz, Port25 Raum für Gegenwartskunst, Mannheim
- 2020: Materie ist Möglichkeit, Ernst-Bloch-Zentrum, Ludwigshafen (im Rahmen des OFF/FOTO-Festivals)
- 2017: VELBUELE, Kunstverein Bellevue-Saal, Wiesbaden (mit Myriam Holme)
- 2016: Solitär, Fotoraum Köln – GROWING, Kunstverein Heddesheim
- 2014: Kunstverein Trier – Galerie Grandel, Mannheim
- 2013: SUNLICHT, Kulturpalast Wedding International, Berlin
- 2012: Zartbitter, Kunstverein Viernheim (mit Michael Schnabel)
- 2011: Sunburns, galerie photonet (Kleinschmidt Fine Photographs), Wiesbaden
- 2010: Photo Edition Berlin
- 2008: Sonnenbrände, galerie photonet, Wiesbaden
- 2007: Heiter bis wolkig, Peng! raum für kunst, Mannheim – Stop and go, Kunstbetrieb Karlsruhe (mit Barbara Hindahl)
- 2004: Künstlerhaus Göttingen
- 2003: galerie photonet, Wiesbaden

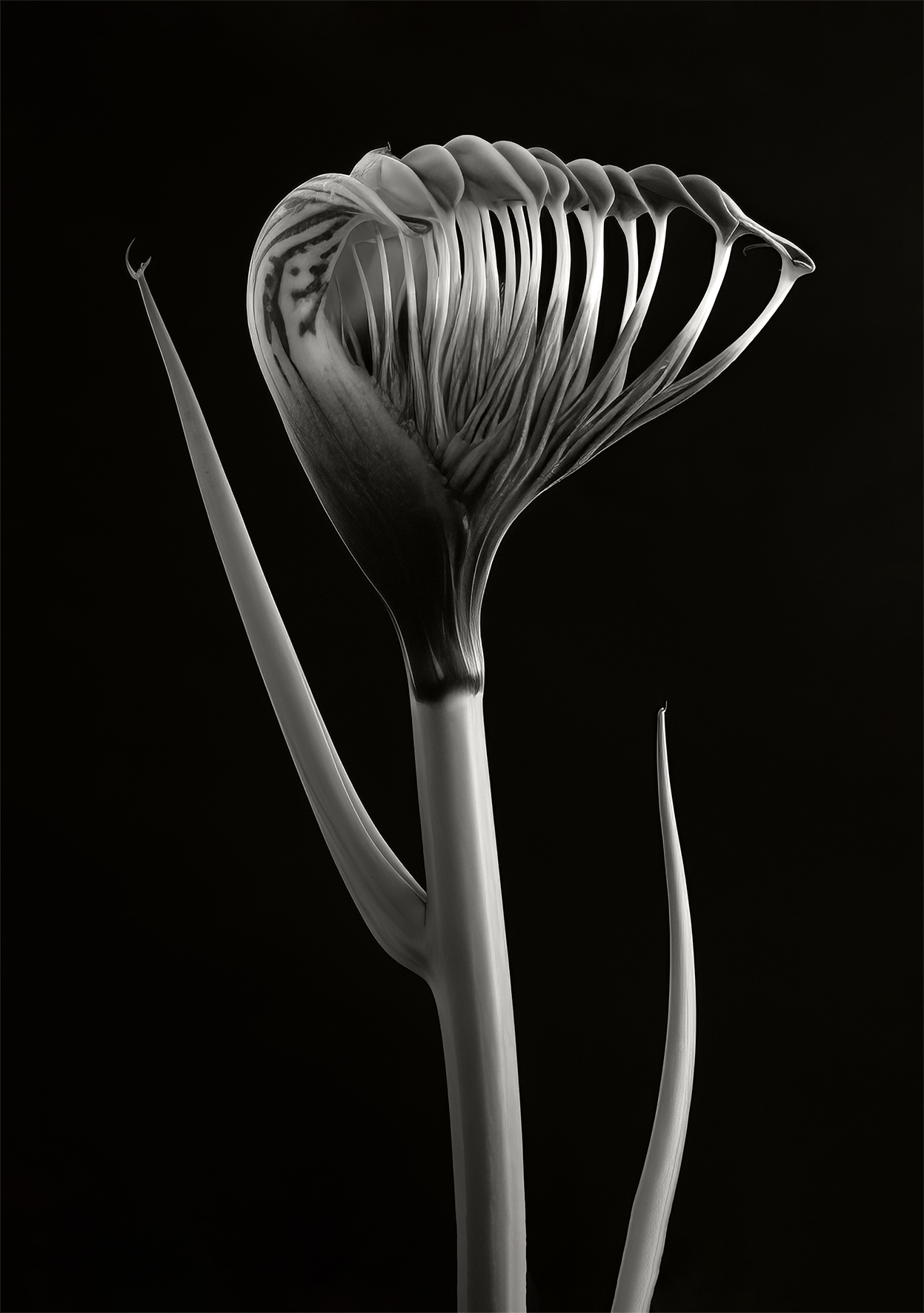
Imagine #33, Claus Stolz, 2023, Pigment Print auf Museum Etching

- Imagine #33, Claus Stolz, 2023, Pigment Print auf Museum Etching2001: Nach der Natur, Artothek Wiesbaden
- 2000: Ein Platz an der Sonne, Mannheimer Kunstverein
- 1999: Galerie Fahlbusch, Mannheim
- 1996: Kunstverein Bad Dürkheim
- 1995: Landesmuseum Mainz
- 1993: Galerie in der Lampenfabrik, Mainz
- 1992: Kunstverein Leimen

## Gruppenausstellungen und Messeteilnahmen (Auswahl)
- 2023: VERMESSUNGEN Port25 Raum für Gegenwartskunst, Mannheim
- 2022/23: REFLEKTOR Neue Galerie Chemnitz und Tuchfabrik Trier
- 2023: VOR ORT Mannheimer Kunstverein
- 2021: ANALOG TOTAL FOTOGRAFIE HEUTE, Grassi Museum für angewandte Kunst, Leipzig
- 2019: Kammerspiel, Knut Eckstein, Barbara Hindahl und Claus Stolz, Oberwelt e.V., Stuttgart
- 2018: Jubiläumsausstellung 10 Jahre Photo Edition Berlin, Photo Edition Berlin
- 2017: ichduersiees, Delegierte Kunstwerke, Kunstverein Ludwigsburg
- 2016: Konkrete und Generative Fotografie / 2. Teil – Die Zeitgenossen Marco Breuer, Richard Caldicott, Inge Dick, Ewald Maurer, Harald Mairböck und Claus Stolz, Photo Edition Berlin – Timelines, Kunstverein Ludwigshafen – Repertoire. Abstrakte Kunst, Galerie Grandel, Mannheim
- 2015: Lichtbild und Datenbild – Spuren Konkreter Fotografie, Museum im Kulturspeicher Würzburg – Movement, Energy and Presence – a Challenged Perception, Sylvia Ballhause, Jürgen Hatzenbühler und Claus Stolz, Fotografie, Galerie Grandel, Mannheim – Raw Exposure. Photographische Werke mit (an-)organischen und mechanischen Verfahren, Edgar Lissel (AT), Harald Mairböck (AT), Claus Stolz (D) und Jiri Sigut (CZ), Photo Edition Berlin, – fotofever, Paris, Frankreich – On the Sublime – Artists of the Gallery, Karl Hugo Schmölz, Michael Schnabel, Claus Stolz. Kleinschmidt Fine Photographs, Wiesbaden
- 2014: Kunstverein Germersheim – Ein Gramm Licht. Alte Verfahren in jungen fotografischen Bildern, Museum Industriekultur, Nürnberg
- 2013: ART13 London, G.B. – Prague Photo Festival, Tschechien – Künstler der Galerie und Gäste, Photo Edition Berlin – The Art of Photography Show, The San Diego Art Institute, USA
- 2012: Group Show, Photo Edition Berlin – Les Rencontres d’Arles 2012, Arles, Frankreich – St'art 2012, Sammlung Burg, Straßburg, Frankreich
- 2011: Art Karlsruhe – Bieler Fototage 2011, Schweiz – Wolfgang Reindel und Schüler, eine Retrospektive, Kunstverein Germersheim
- 2009: Show me yours, Städtische Galerie Bydgoszcz, Polen – Art Karlsruhe
- 2008: Art Karlsruhe – Art Cologne – Hong Kong International Art Fair – KIAF Seoul Photo Edition Berlin – Lianzhou International Photo Festival, China
- 2006: Cologne Fine Art – Wunder der Prärie, Internationales Festival für Theater, Performance, Tanz, Kunst
- 2005: 7. Internationale Fototage Mannheim/Ludwigshafen, Monat der Fotografie im Rhein-Neckar-Dreieck – Art Bodensee, Dornbirn
- 2003–2005: KunstKöln – Art Frankfurt
- 2002: Art Frankfurt
- 2001: 20 Jahre Kunstverein Leimen, Jubiläumsausstellung
- 1998: Ausstellung zum Pfalzpreis für Bildende Kunst 1998, Pfalzgalerie Kaiserslautern – Parallelen, zeitgenössische Kunst und Archäologie im Dialog, Reiss-Museum Mannheim
- 1994: Der Wald, Kunstverein Leimen

## Monografien
- Claus Stolz  KAMMERSPIEL – CHAMBER PLAY, Kehrer Verlag Heidelberg, ISBN 978-3-96900-088-5
- Claus Stolz: SUNBURNS, hrsg. v. Klaus Kleinschmidt, Kehrer Verlag Heidelberg, 2009, ISBN 978-3-86828-066-1
- Claus Stolz, Ausstellungs-Katalog, hrsg. v. Martin Stather, Mannheimer Kunstverein, 2000

## Publikationen
- Marc Peschke: Kammerspiel, Claus Stolz in: PHOTONEWS 12/22
- Paul Brakmann "Kombinatorik des Fotografischen"  in: PHOTOSPHÄREN – Edgar Lissel und Claus Stolz, Ausst.Kat., Port25 Raum für Gegenwartskunst, Mannheim 2021
- "Claus Stolz", Blatt – Blad, Issue 63, 2020
- "Sunburns by Claus Stolz" in: Life Force Magazine, May 2018 issue
- Sun Series - Claus Stolz, Reset the Apparatus!, University of Applied Arts Vienna, 2018
- Wolfgang Neumann, Kunstverein Ludwigsburg: Ichduersiees, delegierte Kunstwerke, 2017
- Damian Zimmermann: Der radikale Lichtbrenner in: PhotoKlassik, Ausgabe 1.2017
- Photo Edition Berlin: Konkrete und generative Fotografie, Teil II, 2016
- Sarah-Denise Neven, Heliografien, interView Magazin, 14. Oktober 2016
- Claus Stolz in SPOTLIGHT – Twenty Years of the Biel/Bienne Festival of Photography, 2016
- Lichtbild und Datenbild: Spuren Konkreter Fotografie, Ausst.-Kat. Museum im Kulturspeicher Würzburg, hrsg. Henrike Holsing und Gottfried Jäger, 2015
- Christoph Schaden. Claus Stolz Heliografien, in: Ein Gramm Licht, Ausst.-Kat. Museen der Stadt Nürnberg, hrsg. von Ingrid Bierer und Matthias Murko, Michael Imhof Verlag, 2014
- HEIST-online Microscopic – Claus Stolz, 2014
- contra doc! Ausg. 2, 2014 Claus Stolz. Heliographs
- LensCulture Claus Stolz Heliographs, 2014
- F-STOP Magazine, Ausgabe 58, 2013
- PhotoKlassik, Ausgabe 1, 2013
- Der Greif, Ausgabe 6, 2012
- Rebekka Schraner: Claus Stolz. Sunburns. In: Bieler Fototage 2011, Ausst.-Kat., Benteli Verlag Bern, Schweiz, 2011
- Claus Stolz. The Sun. In: uyw photography magazine, Ausgabe 14, hrsg. von Heidi Romano und Claudio Severo, Melbourne 2011
- Bernd Böhlendorf: Zen der Fotografie. In: Peng! raum für kunst, Ausst.-Kat., Mannheim 2008/2009
- Michael Stoeber: Claus Stolz. Heiter bis wolkig. In: Peng! raum für kunst, Ausst.-Kat., Mannheim 2006/2007
- Thomas Schirmböck: Claus Stolz. Minuten:Sekunden. In: 7. Internationale Fototage Mannheim/Ludwigshafen, Monat der Fotografie im Rhein-Neckar-Dreieck, Ausst.-Kat., hrsg. v. Das BildForum e. V., Mannheim 2005
- Ins Grüne. Fotografische Arbeiten von Claus Stolz, Ausst.-Kat., hrsg. v. Martin Stather, Mannheimer Kunstverein 2000
- Christmut Präger: Bild, Schrift, Schriftbild, in: Atelier & Künstler, Vol. 3, Rhein-Neckar-Kreis 1994

## Lehrtätigkeit
seit 2016 Dozent an der Freien Kunstakademie Mannheim

## Filme
- Bndberlin – Bernd Böhlendorf, diverse Filme auf YouTube.com seit 2008
- Rudij Bergmann: Claus Stolz, Fernsehgalerie in Et Zetera, SDR, 22. März 1995